# Rudolf Meidner-priset
Rudolf Meidner-priset är ett årligt pris på 25 000 kronor (2025) som instiftades 23 juni 1994 för forskning i fackföreningsrörelsens historia. Det delas ut av forskningsrådet vid Arbetarrörelsens arkiv och bibliotek till i första hand framstående yngre forskare eller författare av tryckta arbeten, vilka väsentligt bidragit med ny kunskap om fackföreningsrörelsens historia eller angränsande ämnen. Till grund för belöningen ligger inte bara arbetets vetenskapliga halt utan också dess informationsvärde och tillgänglighet för en bredare publik.

## Pristagare
- 1995: Annette Thörnquist, historiker
- 1996: Eva Blomberg, historiker
- 1997: Lisa Öberg, historiker
- 1998: Anders Kjellberg, sociolog
- 1999: Göran Salmonsson, ekonomhistoriker
- 2000: Gunnela Björk, historiker
- 2001: Örjan Nyström, författare
- 2002: Carina Gråbacke, ekonomhistoriker
- 2003: Roger Johansson, historiker
- 2004: Urban Lundberg, historiker och Magnus Nilsson, litteraturvetare
- 2005: Lars Hansson, historiker och Rebecca Svensson, ekonomhistoriker
- 2006: Anders R. Johansson, historiker
- 2007: Jonas Sjölander, historiker
- 2008: Jimmy Engren, historiker
- 2009: Jesper Johansson, historiker
- 2010: Andrés Brink Pinto, historiker och Björn Ohlsson, etnolog
- 2011: Sofie Tornhill, statsvetare
- 2012: (ingen pristagare detta år)
- 2013: Rasmus Fleischer, historiker
- 2014: Lena Sohl, sociolog
- 2015: Malin Nilsson, ekonomhistoriker
- 2016: Matias Kaihovirta, historiker (Åbo akademi)
- 2017: Nina Trige Andersen, historiker och journalist (Köpenhamn)
- 2018: Jakob Molinder, ekonomhistoriker, Lunds universitet
- 2019: Astrid Elkjær Sørensen, historiker, Aarhus University
- 2020: Desirée Enlund, kulturgeograf, Linköpings universitet
- 2021: Kristin Linderoth
- 2022: Aleksi Huhta, historiker
- 2023: Jonas Söderqvist
- 2024: Josefin Hägglund